# 怪指紋
『怪指紋』（かいしもん、原題：Find the Woman）は、1922年のアメリカ合衆国のサイレント映画。監督はトム・テリス が務め、主演はアルマ・ルーベンスが務めた。製作はウィリアム・ランドルフ・ハーストが所有するコスモポリタン・プロダクションが行い、配給はパラマウント映画が行った。
不完全なプリントはアメリカ議会図書館に保管されている。

## キャスト
- アルマ・ルーベンス - ソフィー・ケイリス
- アイリーン・ヒューバン - クランシー・ディーン
- ハリソン・フォード - フィリップ・ヴァンダーバント
- ジョージ・マックァリー - ウォルブロウ判事
- ノーマン・ケリー -マルク・ウィーバー
- エセル・デュレイ - フェイ・ウィーバー
- アーサー・ドナルドソン（英語版） - モリス・ベイナー
- ヘンリー・セッドリー - ドン・ケイリス
- シドニー・ディーン - ソフォード
- エミリー・フィッツロイ - ナポリ夫人